# Al Watani FC
Al Watani Football Club (arabsky: الوطني) je saúdskoarabský fotbalový klub z města Tabuk, který byl založen roku 1959. V současné době hraje druhou nejvyšší saúdskoarabskou ligu Saudi First Division. Domácí zápasy hraje na Khalid bin Abdul Aziz Stadium s kapacitou 5 000 míst. Od roku 2015 klub vedl český trenér Martin Pulpit.

## Čeští trenéři v klubu
- Martin Pulpit